# Hari Pahlawan (Indonesien)
Hari Pahlawan ist ein indonesischer Gedenktag, der am 10. November begangen wird. Er soll an die Schlacht von Surabaya 1945 erinnern, die als größte während des Indonesischen Unabhängigkeitskrieges galt.